# الیادوده
الیادوده (به عربی: الیادودة) یک روستا در سوریه است که در استان درعا واقع شده‌است. الیادوده ۸٬۹۶۷ نفر جمعیت دارد.